# Rome Flynn
Pour les articles homonymes, voir Flynn et Rome (homonymie).
Rome Flynn est un acteur, mannequin et musicien américain, né le 25 novembre 1991 à Springfield (Illinois).
Il se fait connaître grâce au rôle de Zende Forrester Dominguez dans le feuilleton Amour, Gloire et Beauté (The Bold and the Beautiful) pour lequel il est récompensé du meilleur jeune acteur dans une série télévisée dramatique à la cérémonie des Daytime Emmy Awards en 2018, ainsi que l'étudiant en droit Gabriel Maddox dans Murder (How to Get Away with Murder) et de l'animateur doté de super-pouvoir Tevin Wakefield dans Comment élever un super-héros (Raising Dion).

## Biographie

### Enfance et formations
Rome Flynn naît le 25 novembre 1991 à Springfield, en Illinois. Il est d'origine afro-cubaine,. Il a 7 sœurs.
Jeune, il suit des études au lycée de Lanphier (en), d'où il sort diplômé en 2010. Il entre à l'université Bénédictine, où il obtient la bourse d'études pour son excellence en basket-ball jusqu'à ce qu'il soit découvert par un récolteur de talents.

### Carrière
En 2014, Rome Flynn commence sa carrière d'acteur dans le téléfilm Beat Battle 2 : Place au nouveau son (Drumline: A New Beat) de Bille Woodruff, séquelle de Beat Battle (Drumline, 2002) du même réalisateur.
En mai 2015, on apprend qu'il joint l'équipe du feuilleton Amour, Gloire et Beauté (The Bold and the Beautiful), dans le rôle de Zende Forrester Dominguez,,.
En fin novembre 2016, il annonce qu'il est choisi pour le film Ten de Chris Robert, adaptation du roman signé Gretchen McNeil, aux côtés de China Anne McClain
En 2018, il apparaît dans la quatrième saison de la série policière Murder (How to Get Away with Murder), dans le rôle de Gabriel Maddox, puis obtient le rôle principal dans la cinquième saison jusqu'en 2020.
Le 23 février 2021, en même temps qu'Aubriana Davis, Tracey Bonner et Josh Ventura, il est engagé pour interpréter le personnage ayant le super-pouvoir caché pour la deuxième saison de Comment élever un super-héros (Raising Dion), diffusée en février 2022 sur Netflix. En juin, on apprend qu'il rejoint la créatrice et productrice Gloria Calderón Kellett pour le rôle de Santiago Zayas dans la série With Love, diffusée en décembre 2021 sur Prime Video.
Le 3 juin 2021, il a été choisie pour jouer le rôle principale de Santiago Zayas dans la série télévisée, With Love (en) créée par Gloria Calderón Kellett, diffusée sur Prime Video depuis le 17 décembre 2021. Il joue aux côtés de Mark Indelicato, Isis King, Vincent Rodriguez III, Emeraude Toubia et Desmond Chiam.
Fin mars 2022, il apparaît dans trois épisodes de la série Grey's Anatomy, où il interprète Wendell Ndugu, le frère de Winston (Anthony Hill).
Le 13 décembre 2023, il rejoint la distribution de la saison 12 de la série Chicago Fire dans le rôle récurrent de Jake Gibson. 

### Vie privée
Rome Flynn a une fille, Kimiko (née le 12 décembre 2014). En 2015, il apparaît avec sa fille dans une séance de photos ayant pour thème sur Noël pour le magazine CBS Soaps In Depth.

## Filmographie

### Cinéma

#### Longs métrages
- 2013 : The Haves and the Have Nots de Tyler Perry : R. K (vidéo)
- 2017 : Ten de Chris Robert : TJ
- 2018 : The Thinning: New World Order de Michael J. Gallagher : Jack
- 2019 : A Madea Family Funeral de Tyler Perry : Jessie
- 2019 : 1/2 New Year de Tom Morash : Miller, le fou

#### Court métrage
- 2014 : Two-A-Days d'April A. Wilson : le porteur de ballon

### Télévision

#### Téléfilms
- 2014 : Beat Battle 2 : Place au nouveau son (Drumline: A New Beat) de Bille Woodruff : Leon
- 2019 : Un duo magique pour Noël (A Christmas Duet) de Catherine Cyran : Jesse Collins

#### Séries télévisées
- 2015-2017 : Amour, Gloire et Beauté (The Bold and the Beautiful) : Zende Forrester Dominguez (191 épisodes)
- 2017-2019 : The Haves and the Have Nots : R. K (31 épisodes)
- 2017 : MacGyver : Kalei (saison 1, épisode 18 : Flashlight)
- 2017 : NCIS : Nouvelle-Orléans (NCIS: New Orleans) : l'officier Jonathan Rudd de la Royal Navy britannique (saison 3, épisode 22 : Knockout)
- 2018-2020 : Murder (How to Get Away with Murder) : Gabriel Maddox (31 épisodes)
- 2020 : Bienvenue chez Mamilia (Family Reunion) : Tony Olsen (saison 2, épisode 7 : Remember Cousin Kenya?)
- 2021 : Dear White People : David (4 épisodes)
- depuis 2021 : With Love (en) : Santiago Zayas (rôle principal, 11 épisodes)
- 2022 : The Rookie : Le Flic de Los Angeles : Morris Mackey (3 épisodes)
- 2022 : Comment élever un super-héros (Raising Dion) : Tevin Wakefield (8 épisodes)
- 2022 : Grey's Anatomy : Wendell Ndugu (3 épisodes)
- depuis 2024 : Chicago Fire : Jake Gibson (rôle récurrent, depuis la saison 12)

## Discographie

### Singles
- 2019 : Brand New
- 2020 : Keep Me In Mind
- 2020 : Drunk With You

## Distinction
- Daytime Emmy Awards 2018 : meilleur jeune acteur dans une série télévisée dramatique dans Amour, Gloire et Beauté[18]